# Llista de monuments de Font-rubí
Llista de monuments de Font-rubí inclosos en l'Inventari del Patrimoni Arquitectònic de Catalunya per al municipi de Font-rubí (Alt Penedès). Inclou els inscrits en el Registre de Béns Culturals d'Interès Nacional (BCIN) catalogats com a monuments històrics i els béns culturals d'interès local (BCIL) de caràcter arquitectònic.
| Monument                                                                  | Protecció   | Estil/època                         | Localització                                                  | Coordenades                                          | Codi?         | Imatge |
| ------------------------------------------------------------------------- | ----------- | ----------------------------------- | ------------------------------------------------------------- | ---------------------------------------------------- | ------------- | --- |
| Castell de Font-rubí                                                      | BCIN 859-MH | Romànic Medieval                    | Font-rubí Costa de Font-rubí                                  | 41° 26′ 22″ N, 1° 35′ 14″ E / 41.439475°N,1.587340°E | RI-51-0005478 | Castell de Font-rubí · Vegeu més fotos d'aquest monument · Carregueu una nova foto d'aquest monument                                      |
| Villa Ramona, la Torre                                                    |             | Modernisme                          | Font-rubí Ctra. BP-2126, km 17,5, a 800 m                     | 41° 24′ 43″ N, 1° 41′ 22″ E / 41.411905°N,1.689310°E | IPA-2579      | Carregueu una nova foto d'aquest monument                                                                                                 |
| Can Fortuny de Font-rubí                                                  |             | Obra popular                        | Font-rubí Ctra. BP-2126, km 2, a 300 m                        | 41° 26′ 11″ N, 1° 35′ 16″ E / 41.436488°N,1.587855°E | IPA-2580      | Can Fortuny de Font-rubí · Vegeu més fotos d'aquest monument · Carregueu una nova foto d'aquest monument                                  |
| Mas Romaní                                                                |             | Eclecticisme XIX                    | Font-rubí Ctra. C-244, km 31,2, a 1.300 m                     | 41° 23′ 42″ N, 1° 41′ 48″ E / 41.394942°N,1.696648°E | IPA-2581      | Mas Romaní (Font-rubí) · Vegeu més fotos d'aquest monument · Carregueu una nova foto d'aquest monument                                    |
| Cal Via de l'Avellà                                                       |             | Obra popular XIII                   | Font-rubí Ctra. BP-2126, km 4,8, l'Avellà                     | 41° 26′ 36″ N, 1° 36′ 28″ E / 41.44326°N,1.60787°E   | IPA-2582      | Cal Via de l'Avellà (Font-rubí) · Vegeu més fotos d'aquest monument · Carregueu una nova foto d'aquest monument                           |
| Cal Suriol del Castell                                                    |             | Obra popular XIV                    | Font-rubí Ctra. BV-2127, km 5,7, a 1.300 m                    | 41° 23′ 48″ N, 1° 40′ 35″ E / 41.39668°N,1.67652°E   | IPA-2583      | Cal Suriol del Castell (Font-rubí) · Vegeu més fotos d'aquest monument · Carregueu una nova foto d'aquest monument                        |
| Mas Molló                                                                 |             | Obra popular XIX                    | Font-rubí Veïnat de Mas Moió. Ctra. BP-2126, km 10, a 1.200 m | 41° 25′ 17″ N, 1° 37′ 29″ E / 41.421315°N,1.624781°E | IPA-2585      | Mas Molló (Font-rubí) · Vegeu més fotos d'aquest monument · Carregueu una nova foto d'aquest monument                                     |
| Masia Grabuac                                                             |             | Historicisme, obra popular Medieval | Font-rubí                                                     | 41° 23′ 46″ N, 1° 40′ 34″ E / 41.396209°N,1.676225°E | IPA-2586      | Masia Grabuac (Font-rubí) · Vegeu més fotos d'aquest monument · Carregueu una nova foto d'aquest monument                                 |
| Vil·la Formosa o Janer                                                    |             | Eclecticisme XX                     | Font-rubí Ctra. BP-2126, km 4,6                               | 41° 26′ 32″ N, 1° 36′ 32″ E / 41.442146°N,1.608814°E | IPA-2587      | Vil·la Formosa (Font-rubí) · Vegeu més fotos d'aquest monument · Carregueu una nova foto d'aquest monument                                |
| Capella de Sant Joan de la Maçana, Santa Apol·lònia                       |             | Romànic XII                         | Font-rubí Camí de Mn. Vicenç Marí                             | 41° 24′ 57″ N, 1° 38′ 04″ E / 41.415851°N,1.634505°E | IPA-2588      | Capella de Sant Joan de la Maçana (Font-rubí) · Vegeu més fotos d'aquest monument · Carregueu una nova foto d'aquest monument             |
| Can Laureà                                                                |             | Modernisme XX                       | Font-rubí Ctra. BP-2126, km 12                                | 41° 25′ 00″ N, 1° 39′ 20″ E / 41.416541°N,1.655483°E | IPA-2589      | Can Laureà (Font-rubí) · Vegeu més fotos d'aquest monument · Carregueu una nova foto d'aquest monument                                    |
| Capella de Sant Andreu de l'Avellà                                        |             | Romànic XI-XII                      | Font-rubí Ctra. BP-2126, km 5,5, a 100 m                      | 41° 26′ 42″ N, 1° 36′ 58″ E / 41.44503°N,1.61618°E   | IPA-2590      | Capella de Sant Andreu de l'Avellà (Font-rubí) · Vegeu més fotos d'aquest monument · Carregueu una nova foto d'aquest monument            |
| Església de Sant Vicent de Morrocurt, Capella de Sant Vicenç de Cal Cerdà |             | Romànic XII                         | Font-rubí Barri de Sta. Maria                                 | 41° 25′ 53″ N, 1° 39′ 21″ E / 41.431273°N,1.655864°E | IPA-2591      | Església de Sant Vicent de Morrocurt (Font-rubí) · Vegeu més fotos d'aquest monument · Carregueu una nova foto d'aquest monument          |
| Capella de Sant Pau de Grabuac                                            |             | Obra popular Medieval               | Font-rubí                                                     | 41° 23′ 47″ N, 1° 40′ 35″ E / 41.396415°N,1.676484°E | IPA-2592      | Capella de Sant Pau de Grabuac (Font-rubí) · Vegeu més fotos d'aquest monument · Carregueu una nova foto d'aquest monument                |
| Cal Fontanals, Cal Balaguer                                               |             | Obra popular XVII                   | Font-rubí Ctra. Vilafranca-Igualada, km 28                    | 41° 24′ 56″ N, 1° 41′ 43″ E / 41.415501°N,1.695405°E | IPA-2593      | Cal Fontanals (Font-rubí) · Vegeu més fotos d'aquest monument · Carregueu una nova foto d'aquest monument                                 |
| Mas Romeu                                                                 |             | Obra popular XVIII, XIX             | Font-rubí Ctra. BP-2126, km 4, a 600 m                        | 41° 26′ 07″ N, 1° 35′ 47″ E / 41.435384°N,1.596439°E | IPA-2594      | Mas Romeu (Font-rubí) · Vegeu més fotos d'aquest monument · Carregueu una nova foto d'aquest monument                                     |
| Cal Xic                                                                   |             | Eclecticisme XIX                    | Font-rubí Ctra. BV-2127, km 7,5, a 200 m                      | 41° 24′ 18″ N, 1° 39′ 40″ E / 41.405119°N,1.661224°E | IPA-2595      | Cal Xic (Font-rubí) · Vegeu més fotos d'aquest monument · Carregueu una nova foto d'aquest monument                                       |
| Cal Gol                                                                   |             | Noucentisme                         | Font-rubí Ctra. BP-2126, km 4                                 | 41° 26′ 18″ N, 1° 36′ 09″ E / 41.438373°N,1.602417°E | IPA-2596      | Cal Gol (Font-rubí) · Vegeu més fotos d'aquest monument · Carregueu una nova foto d'aquest monument                                       |
| Cal Turró                                                                 |             | Eclecticisme, noucentisme XX        | Font-rubí Ctra. BP-2121, km 16, a 700 m                       | 41° 24′ 50″ N, 1° 40′ 44″ E / 41.413858°N,1.678912°E | IPA-2597      | Carregueu una nova foto d'aquest monument                                                                                                 |
| Centre Recreatiu Guardiolenc, la Cooperativa                              |             | Eclecticisme XX                     | Font-rubí Av. de Catalunya                                    | 41° 24′ 52″ N, 1° 39′ 01″ E / 41.414500°N,1.650353°E | IPA-2598      | Centre Recreatiu Guardiolenc (Font-rubí) · Vegeu més fotos d'aquest monument · Carregueu una nova foto d'aquest monument                  |
| Església parroquial de Santa Maria de Bellver                             |             | Barroc, neoclassicisme XVIII        | Font-rubí Ctra. BP-2126, km 14                                | 41° 25′ 26″ N, 1° 39′ 40″ E / 41.423800°N,1.661182°E | IPA-2600      | Església parroquial de Santa Maria de Bellver (Font-rubí) · Vegeu més fotos d'aquest monument · Carregueu una nova foto d'aquest monument |
| Església parroquial de Font-rubí i rectoria                               |             | Barroc XVIII                        | Font-rubí                                                     | 41° 26′ 13″ N, 1° 35′ 18″ E / 41.436909°N,1.588348°E | IPA-2601      | Església parroquial de Font-rubí i rectoria · Vegeu més fotos d'aquest monument · Carregueu una nova foto d'aquest monument               |
| Cal Torrents                                                              |             | Obra popular                        | Font-rubí                                                     | 41° 24′ 47″ N, 1° 39′ 05″ E / 41.413040°N,1.651472°E | IPA-2602      | Cal Torrents (Font-rubí) · Vegeu més fotos d'aquest monument · Carregueu una nova foto d'aquest monument                                  |
| Ca l'Hernan                                                               |             | Noucentisme XX                      | Font-rubí Guardiola de Font-rubí                              | 41° 24′ 50″ N, 1° 39′ 09″ E / 41.41397°N,1.65238°E   | IPA-12076     | Carregueu una nova foto d'aquest monument                                                                                                 |
| Ajuntament de Font-rubí, Casa de la Vila                                  |             | Obra popular XIX                    | Font-rubí Pl. Ajuntament, 1                                   | 41° 24′ 51″ N, 1° 39′ 03″ E / 41.41410°N,1.65093°E   | IPA-12077     | Ajuntament de Font-rubí · Vegeu més fotos d'aquest monument · Carregueu una nova foto d'aquest monument                                   |
| Caves Ferret                                                              |             | Noucentisme XX                      | Font-rubí Av. Catalunya                                       | 41° 24′ 54″ N, 1° 39′ 01″ E / 41.415128°N,1.650142°E | IPA-12078     | Caves Ferret (Font-rubí) · Vegeu més fotos d'aquest monument · Carregueu una nova foto d'aquest monument                                  |
| Els pisos del Pau Xic                                                     |             | Noucentisme XX                      | Font-rubí Av. Catalunya, 11                                   | 41° 24′ 53″ N, 1° 39′ 02″ E / 41.414585°N,1.650692°E | IPA-12079     | Els pisos del Pau Xic (Font-rubí) · Vegeu més fotos d'aquest monument · Carregueu una nova foto d'aquest monument                         |
| Cal Cabana                                                                |             | Noucentisme XX                      | Font-rubí                                                     | 41° 24′ 50″ N, 1° 39′ 03″ E / 41.413938°N,1.650855°E | IPA-12080     | Carregueu una nova foto d'aquest monument                                                                                                 |
| Cal Julio                                                                 |             | Noucentisme XX                      | Font-rubí                                                     | 41° 24′ 49″ N, 1° 39′ 02″ E / 41.413736°N,1.650548°E | IPA-12081     | Carregueu una nova foto d'aquest monument                                                                                                 |
| Cal Sastre                                                                |             | Noucentisme XX                      | Font-rubí                                                     | 41° 24′ 50″ N, 1° 39′ 03″ E / 41.413838°N,1.650809°E | IPA-12119     | Carregueu una nova foto d'aquest monument                                                                                                 |